# Інжинірингова компанія
Інжинірингова компанія — компанія, що спеціалізується на наданні інжинірингових послуг. Такі компанії користуються статусом формально незалежних, здатні надавати послуги одночасно в декількох областях і залучати до виконання робіт різних постачальників обладнання, різні підрядні фірми.
Як правило, інжинірингова компанія включає у свій склад кілька великих підприємств (або холдингів), кожне з яких здійснює різну функцію: проектування, будівництво, постачання устаткування і його установка, монтажні роботи, ведення проекту, технічного нагляду, інженерний супровід інвестиційних проектів, подальші роботи (ремонт, сервіс, обслуговування і т. д.). Компанії, що здійснюють роботи «під ключ», прийнято називати інжиніринговими компаніями повного циклу.